# Argia carlcooki
Argia carlcooki is een libellensoort uit de familie van de waterjuffers (Coenagrionidae), onderorde juffers (Zygoptera).
De wetenschappelijke naam van de soort is voor het eerst geldig gepubliceerd in 1995 door Daigle. De soort komt voor in Mexico en de Verenigde Staten en staat op de rode lijst van de IUCN als niet bedreigd met een stabiele populatietrend.